# Leonel Radde
Leonel Guterres Radde (Porto Alegre, 8 de janeiro de 1981) é um historiador, jurista, escrivão da Polícia Civil, ator e político brasileiro, filiado ao Partido dos Trabalhadores (PT).

## Biografia
Leonel Guterres Radde é filho da bancária e sindicalista Suzana Guterres, que ajudou a criar o PT no Rio Grande do Sul na década de 1980, e de Ronald Radde, dramaturgo e um dos fundadores do Partido Democrático Trabalhista (PDT). Seu prenome é uma homenagem a Leonel Brizola, fundador do PDT e ex-governador do Rio de Janeiro e do Rio Grande do Sul.
Radde perdeu a mãe em 2011 e o pai em 2016. Quando Ronald estava no leito de morte, o filho avisou que iria disputar as eleições para vereador pelo PT.

### Formação e carreira artística
Por influência do pai, que era dramaturgo, Leonel Radde teve carreira artística por cerca de 10 anos. No vestibular, decidiu fazer faculdade de história, a matéria de que mais gostava no colégio. Mais tarde cursou direito.
É formado em história e em direito, possui mestrado em Direito (Direitos Humanos), especialização em Direito Penal e Processual Penal e especialização em Direito Público. Em 2022, voltou ao Centro Universitário Ritter dos Reis para cursar ciências econômicas, ainda não tendo concluído.

### Carreira policial
Em 2012, ingressou na Polícia Civil do Estado do Rio Grande do Sul como escrivão. Embora seja filiado ao PT desde 1999, Leonel nunca teve pretensões eleitorais. Os planos mudaram em 2014 quando, segundo ele, passou a sofrer perseguição dentro da Polícia Civil, onde atuava como escrivão, por fazer críticas a José Sartori (na época do PMDB), candidato a governador do Rio Grande do Sul.
Em 2020, o nome dele apareceu no dossiê elaborado sigilosamente pelo Ministério da Justiça que identificou um grupo de 579 servidores federais e estaduais de segurança, identificados como integrantes do "movimento antifascista", todos críticos ao governo Jair Bolsonaro. Radde descobriu por colegas que estava sendo perseguido por agentes do GSI da Presidência da República.
No começo de 2022, o político recebeu ameaças de morte de um grupo neonazista com data marcada: 31 de outubro daquele ano. Além dele, também foram ameaçados o ex-presidente e candidato à Presidência, Luiz Inácio Lula da Silva, e a deputada federal Maria do Rosário, ambos do PT.

## Carreira política

### Trajetória eleitoral
O político já disputou quatro eleições. Em dois pleitos não conseguiu se eleger: em 2016, para vereador em Porto Alegre, e em 2018, para deputado estadual. Porém, acabou sendo escolhido em 2020 para vereador e em 2022 ganhou vaga na Assembleia Legislativa do Rio Grande do Sul.
Em 2022, foi eleito deputado estadual pelo PT, obtendo 44.300 votos para a 56.ª legislatura da Assembleia Legislativa do Rio Grande do Sul.

### Vereador de Porto Alegre (2021–2023)
Como vereador de Porto Alegre, Leonel Radde apresentou diversos projetos de lei, com destaque para o Projeto de Lei 186/21, que cria o Projeto de Promoção e Incentivo a Pesquisas Sobre o Desenvolvimento e os Usos de Cannabis. A proposta, aprovada pela Câmara de Vereadores em dezembro de 2022, visa beneficiar pacientes de diversas doenças dando início a pesquisas no município que visem dar acesso a medicações à base da planta através do SUS.

### Deputado estadual (2023–presente)
Leonel Radde assumiu como deputado estadual em 1º de fevereiro de 2023, tendo como principal bandeira o antifascismo. Na Assembleia Legislativa, é membro suplente da Comissão de Cidadania e Direitos Humanos.
Entre os projetos de lei apresentados pelo deputado, destaca-se o PL 272/2023, que altera a Lei n.º 15.363, de 5 de novembro de 2019 – que institui a Política Estadual de Incentivo à Produção de Cervejas e Chopes Artesanais.
Em 2024, após as enchentes que atingiram o Rio Grande do Sul, o deputado protocolou três Projetos de Lei inspirados nas dificuldades enfrentadas pela população durante a catástrofe.

## Desempenho nas Eleições
| Ano  | Eleição                        | Partido | Cargo             | Votos  | %     | Resultado | Ref    |
| ---- | ------------------------------ | ------- | ----------------- | ------ | ----- | --------- | ------ |
| 2016 | Municipal de Porto Alegre      | PT      | Vereador          | 2.924  | 0,42% | Suplente  | [ 9 ]  |
| 2018 | Estaduais no Rio Grande do Sul | PT      | Deputado Estadual | 10.681 | 0,18% | Suplente  | [ 10 ] |
| 2020 | Municipal de Porto Alegre      | PT      | Vereador          | 5.611  | 0,88% | Eleito    | [ 11 ] |
| 2022 | Estaduais no Rio Grande do Sul | PT      | Deputado Estadual | 44.300 | 0,72% | Eleito    | [ 12 ] |